# Plagiochila martiana
Plagiochila martiana là một loài rêu trong họ Plagiochilaceae. Loài này được Nees mô tả khoa học đầu tiên.